# اسکلنگن (دهانه)
اسکلنگن یک دهانه برخوردی در ماه‌ است.